# 애쉬 (음악 프로듀서)
애쉬는 대한민국의 가수, 음악 프로듀서다.

## 학력
- 한양대학교 학사

## 방송
- 싱어게인2 (2021) - Top16
- 오빠시대 (2023) - 5위

## 음반
- DEAR MY NIGHT (2019)
- California (2021)

## 경력
- 시흥시 문화 홍보 대사 (2020~2021)

## 수상
- 제6회 김현식 가요제 2위 (2020)